# Operaciones antipartisanas del Eje

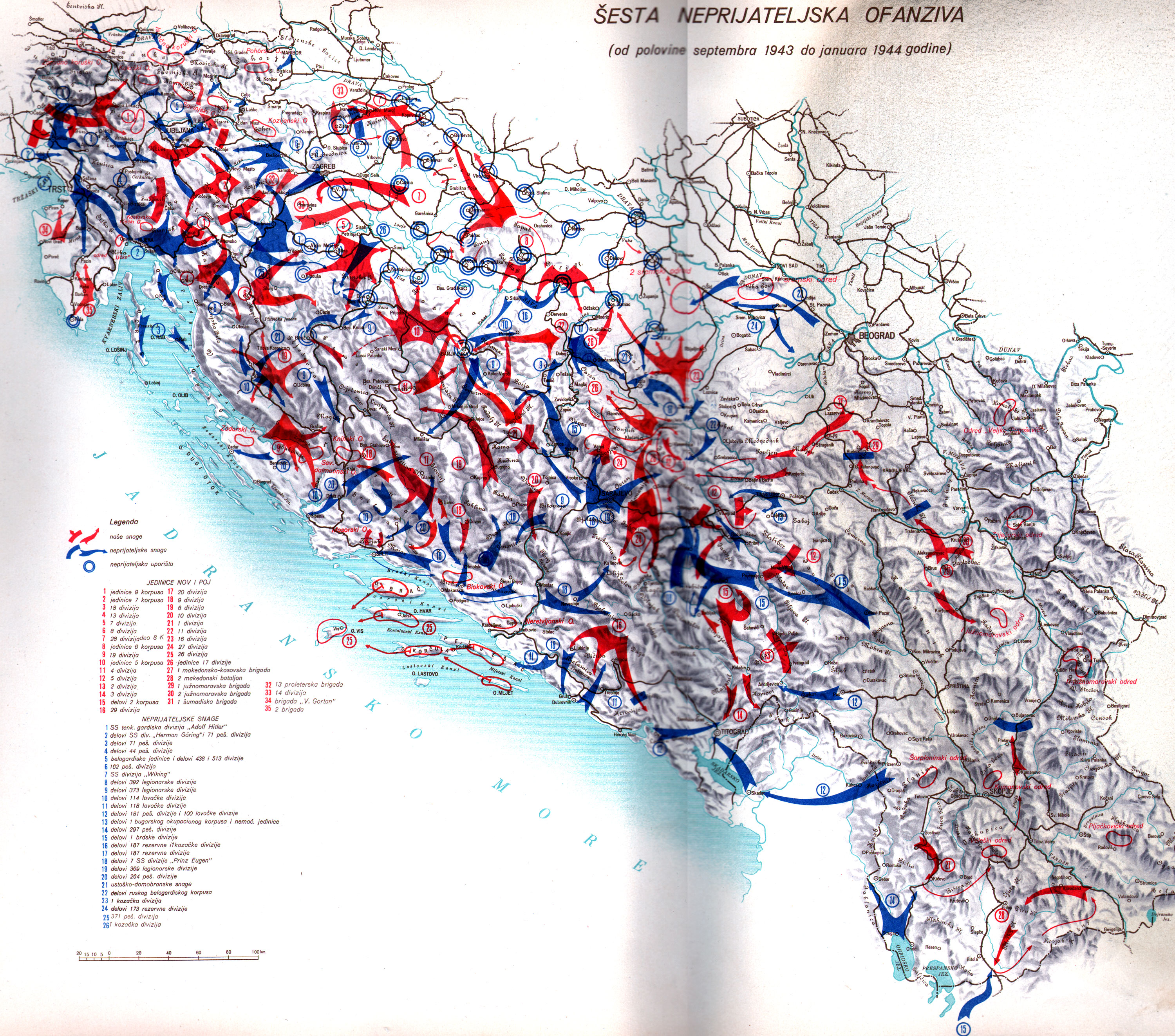
Mapa de la Operación Kugelblitz, una de las ofensivas antipartisanas en la Yugoslavia ocupada.

Las fuerzas del Eje participaron en operaciones de contrainsurgencia contra los diversos movimientos de resistencia durante la Segunda Guerra Mundial.
Los movimientos de resistencia y las correspondientes operaciones antipartisanas de las autoridades de ocupación fueron un hecho común durante la guerra, particularmente en los territorios ocupados por la Alemania nazi. Específicamente en el Frente Oriental, el aparato de seguridad de la Alemania nazi aplicó el término "partisano" a los judíos y los funcionarios comunistas (los llamados judíos bolcheviques), los rezagados del Ejército Rojo y otros. Las operaciones antipartisanas y de seguridad eran a menudo masacres de civiles inocentes.

## Origen y doctrina militar
Véase también: Bandenbekämpfung
Las formas de resistencia variaron según el lugar y la época, al igual que las contramedidas alemanas. Tanto la escala de resistencia como la severidad de las represalias alemanas fueron mucho más limitadas en el Oeste que en el Este. Mientras que en el Este los alemanes eran mucho más propensos a tratar a toda la población local como enemigos, estaban mucho menos motivados ideológicamente en Occidente, donde, por ejemplo, las mujeres y los niños rara vez eran asesinados por las tropas de las SS (aunque era algo mucho más común en el Este). En el Este, algunos académicos señalan que las operaciones antipartisanas dieron a los alemanes un pretexto para una limpieza étnica motivada ideológicamente.
Los alemanes se concentraron en victorias a corto plazo contra los partisanos y pudieron, en algunos casos, derrotarlos militarmente, pero en general sus atrocidades contra los civiles en el Este dieron como resultado un flujo continuo de voluntarios que se unieron a las filas partisanas.
Los primeros movimientos de resistencia se crearon a finales de 1939 en la Polonia ocupada. A medida que avanzaba la guerra y crecía el número de territorios ocupados por los nazis, también lo hacía el número y la fuerza de los movimientos de resistencia.
A lo largo de la guerra, las formaciones regulares del ejército alemán, las formaciones policiales auxiliares (Ordnungspolizei) y sus auxiliares (Schutzmannschaft o Hilfspolizei) se utilizarían en operaciones antipartisanas.
En general, los alemanes pudieron lograr éxitos militares, pero nunca pudieron poner fin a la amenaza partisana; la lucha contra los partisanos puede describirse como un punto muerto, que finalmente terminó con la derrota militar alemana en la guerra regular. Después de la guerra, las brutales tácticas alemanas utilizadas contra los partisanos fueron uno de los cargos presentados en los Juicios de Núremberg (véase la Orden de los comandos y el Juicio de los rehenes).

## Operaciones por país y territorio

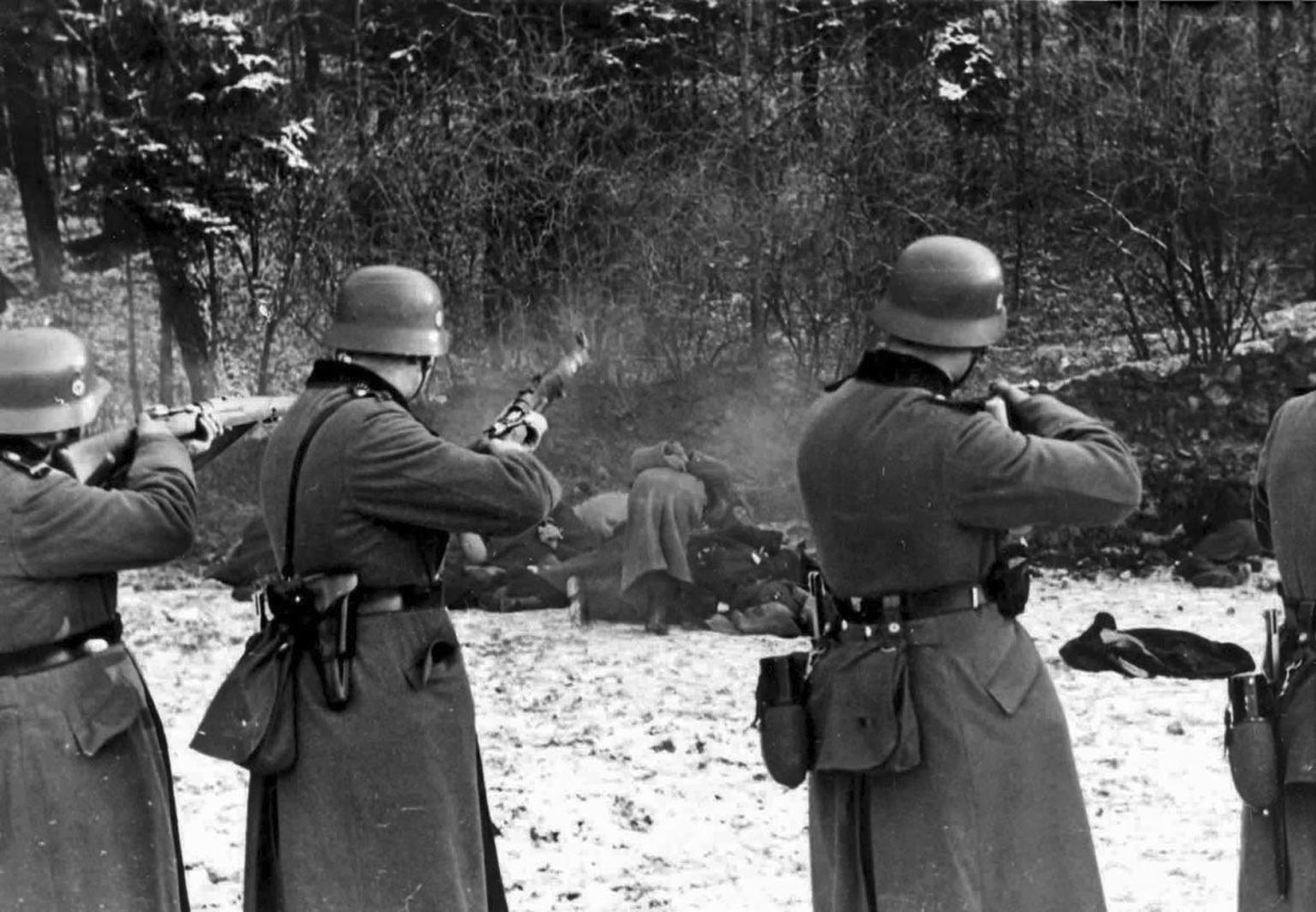
La ejecución de 56 ciudadanos polacos en Bochnia, cerca de Cracovia, durante la ocupación alemana de Polonia, el 18 de diciembre de 1939, en represalia por un ataque a una oficina de policía alemana dos días antes por la organización clandestina Águila Blanca.

### La Polonia ocupada
Más información: Acciones de pacificación en la Polonia ocupada por la Alemania nazi
Véase también: Resistencia polaca

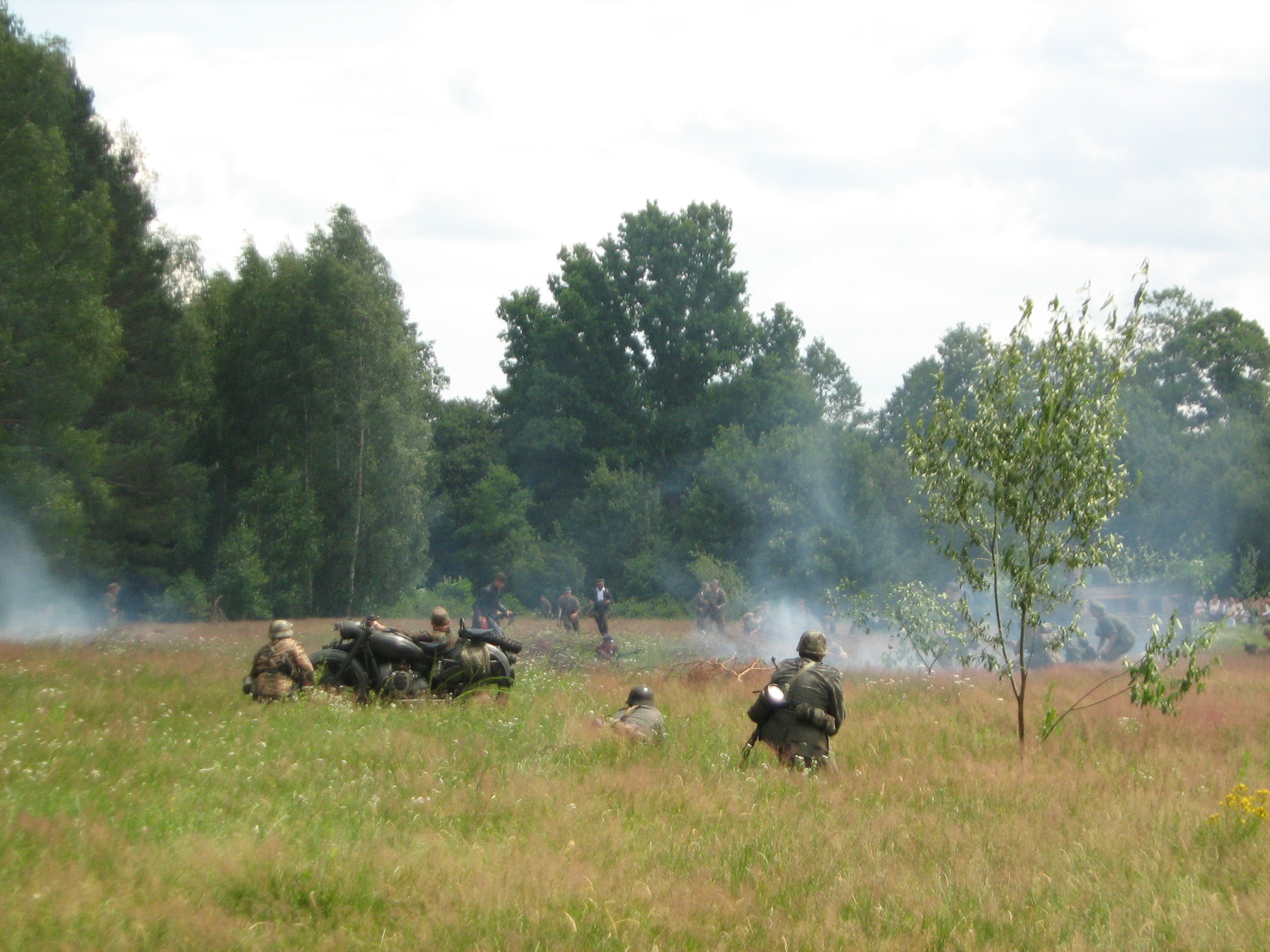
Recreación histórica de la batalla de Osuchy (una de las mayores batallas de los partisanos polacos); verano de 2007.

El movimiento de resistencia polaco se formó poco después de la invasión alemana de Polonia en septiembre de 1939 y creció rápidamente en respuesta a los métodos brutales de la ocupación alemana. La resistencia polaca tenía operativos en las zonas urbanas, así como en los bosques (leśni). A lo largo de la guerra, la resistencia polaca creció en número y aumentó la escala de sus operaciones, lo que obligó a los alemanes a dedicar una cantidad cada vez mayor de recursos (personal, equipo y tiempo) para hacer frente a la amenaza partisana.
Los partisanos polacos fueron particularmente activos en la región de Zamość (ver el Alzamiento de Zamość). Sturmwind I y Sturmwind II ("Huracán") en junio de 1944 fueron las mayores operaciones alemanas contra los partisanos polacos leśni, basadas en las "operaciones de caldero" que los alemanes desarrollaron para hacer frente a los partisanos soviéticos (véase también la batalla de Osuchy). Las pérdidas alemanas en esas operaciones ascendieron a alrededor de 1.300 hombres y una cantidad similar de heridos; Las pérdidas partisanas fueron similares. Poco después, la resistencia polaca lanzó una serie de importantes operaciones contra los alemanes (Operación Tempestad), de las cuales el Alzamiento de Varsovia fue el más conocido. En la Operación Tempestad, los partisanos polacos desafiaron a los alemanes en una serie de batallas abiertas por el control de áreas estratégicas vitales. Los alemanes no estaban preparados para la gran escala de la operación polaca, pero tenían la ventaja de contar con más y mejor equipo; Además, cuando los partisanos polacos operaron sin el apoyo del Ejército Rojo que avanzaba, fueron significativamente menos efectivos. En las áreas donde los soviéticos cooperaron con los polacos, los alemanes fueron mucho menos capaces de reprimir a los partisanos, pero donde los soviéticos no avanzaron para ayudar a los polacos, como fue el caso con el Alzamiento de Varsovia, los alemanes pudieron concentrarse con suficiente regularidad el ejército y unidades antipartisanas para derrotar a los insurgentes polacos.
Las tácticas y políticas que los alemanes desarrollaron en Polonia servirían como modelo para operaciones similares contra los partisanos soviéticos.

### Zonas de la Unión Soviética ocupadas por Alemania
Véase también: Partisanos soviéticos
A principios de 1941, los alemanes establecieron unidades especiales, las Divisiones de Seguridad de la Wehrmacht, para ocuparse de asegurar la retaguardia y llevar a cabo las tareas antipartisanas. Esas formaciones también estarían involucradas en la represión de civiles (incluida la participación en el Holocausto al arrestar a judíos).
Las políticas que emplearon los alemanes en los territorios soviéticos ocupados fueron la extensión de las políticas brutales que habían desarrollado durante los dos últimos años en la Polonia ocupada. Al principio, los alemanes intentaron intimidar a la población local con violencia. Las políticas de 1941 estaban dirigidas más a un potencial que a una amenaza real, ya que los partisanos soviéticos apenas se estaban organizando después de la invasión alemana de la Unión Soviética. Fue en el Frente Oriental (incluidos los Balcanes) donde el terror alemán dirigido contra la población local fue mayor. Hasta cierto punto, es difícil distinguir las operaciones puramente militares antipartisanas de las acciones de limpieza étnica.

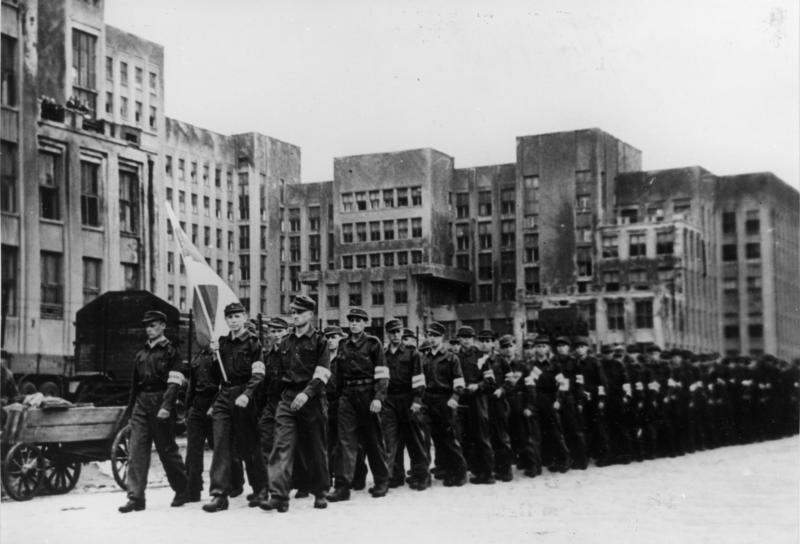
De camino a la estación de tren de Minsk, jóvenes bielorrusos pasan junto al presidente del Consejo Central de Bielorrusia, Radasłaŭ Astroŭski. Serán entrenados en Alemania para la acción militar, Minsk, junio de 1944.

Con el fracaso alemán de derrotar a la Unión Soviética en el primer año de la guerra, la política antipartisana alemana cambió, pasando de una visión a corto plazo a una visión a más largo plazo. Se empleó la propaganda nazi y tácticas similares para influir en la población local y hacerla más amigable con los alemanes (y menos con los partisanos). Fue en ese momento que los alemanes comenzaron a apoyar la creación de unidades auxiliares locales que se utilizarían contra los partisanos. Las operaciones antipartisanas también se volvieron más profesionales y mejor organizadas.

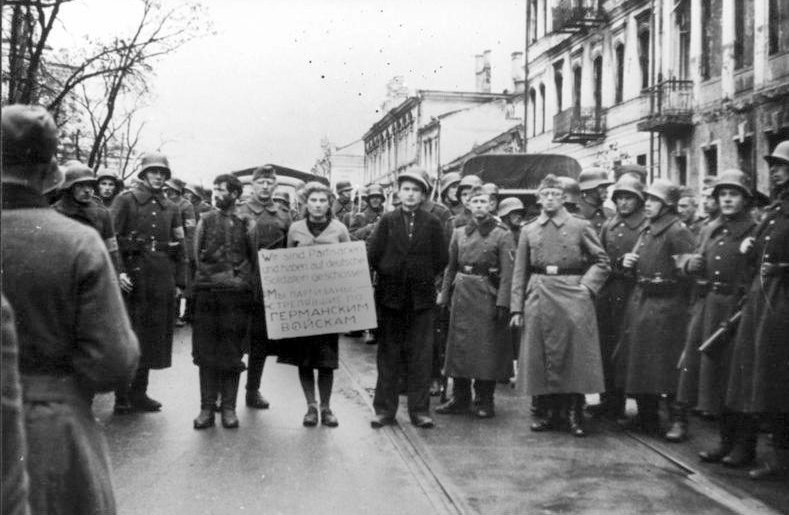
Civiles en Minsk, Bielorrusia, obligados a llevar un cartel que decía "Somos partisanos y hemos disparado contra soldados alemanes" antes de su ejecución en octubre de 1941.

A finales de 1942, la política de "corazones y mentes" ya se había debilitado. Alrededor de 1942-1943, se emplearon "operaciones de cerco" a gran escala, que implicaron el uso de unidades del ejército regular, separadas de la línea del frente, contra los partisanos. Tales operaciones a menudo implicaban la destrucción de asentamientos locales (aldeas) que se consideraba que podían apoyar a los partisanos, lo que significaba tanto la destrucción física de los edificios como las masacres de los habitantes locales. Esas "operaciones de cerco" resultaron en antagonizar a la población local, contribuyendo al crecimiento, no a la reducción, de los partisanos soviéticos. Las principales "operaciones de cerco" incluyeron: Operación München y Operación Bamberg (marzo-abril de 1942), Operación Hannover (mayo-junio de 1942), Operación Vogelsang (junio-julio de 1942) y la Operación Zigeunerbaron ("Barón gitano", mayo-junio de 1943).
En 1944, se introdujo una nueva política: la creación de los Wehrdoerfer, o pueblos fortificados. Este proyecto, visto por los alemanes como una de las políticas antipartisanas alemanas más exitosas (y luego imitado por otros ejércitos, por ejemplo los franceses en Argelia o los Estados Unidos en Vietnam) implicó la creación de aldeas autónomas y bien armadas, en colaboración con simpatizantes nazis locales. El avance del Ejército Rojo y la liberación de los territorios soviéticos restantes de la ocupación alemana impidió la plena implementación de esta política.

### La Italia ocupada
Véase también: Resistencia italiana y Guerra civil italiana

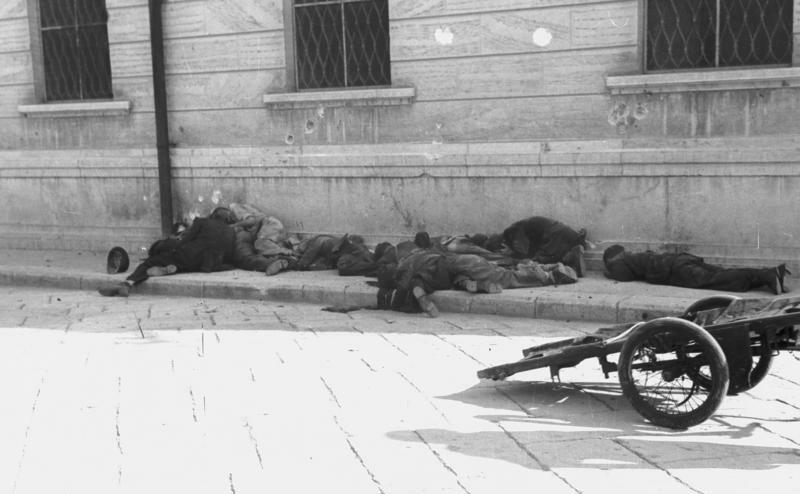
Civiles italianos ejecutados por los alemanes en Barletta, 12 de septiembre de 1943.

Las bajas en Italia entre el Movimiento de Resistencia italiano incluyen a 35.828 partisanos muertos en acción o ejecutados, y 21.168 partisanos mutilados o discapacitados por sus heridas. Otros 32.000 partisanos italianos fueron asesinados en el extranjero (en los Balcanes y, en menor medida, en Francia). Según otras estimaciones, la resistencia italiana perdió unos 50.000 combatientes a lo largo del conflicto. De miles a decenas de miles de civiles italianos murieron en represalias por las fuerzas fascistas alemanas e italianas.

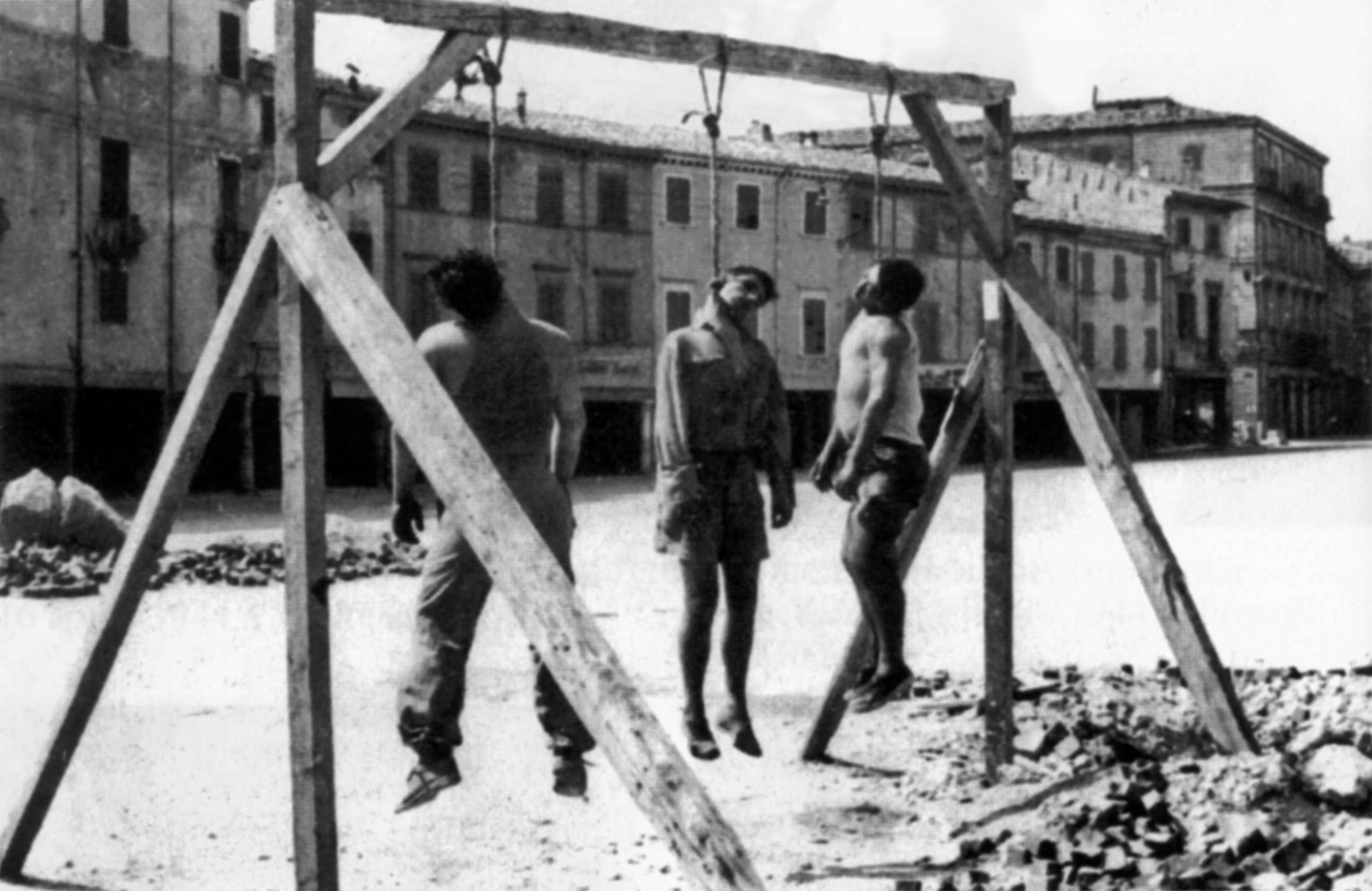
Tres partisanos italianos ejecutados en la horca en Rimini, agosto de 1944.

La resistencia armada a la ocupación alemana tras el armisticio entre Italia y las fuerzas armadas aliadas incluía al principio principalmente a las fuerzas regulares italianas, como las Fuerzas Armadas de Italia y la policía militar de los Carabineros. Más tarde, el Comitato di Liberazione Nazionale (Comité de Liberación Nacional, o CLN), creado por el Partido Comunista Italiano, el Partido Socialista Italiano, el Partito d'Azione (un partido socialista liberal republicano), Democrazia Cristiana y otros partidos menores, tomaron el control del movimiento.
En sus intentos por reprimir la Resistencia, las fuerzas fascistas alemanas e italianas (especialmente las SS, la Gestapo y milicias paramilitares como la X.ª MAS y las Brigadas Negras) cometieron crímenes de guerra, incluidas ejecuciones sumarias y represalias sistemáticas contra la población civil. Los cautivos y sospechosos de la Resistencia, así como los civiles italianos locales al azar, a menudo fueron torturados y violados. Los partisanos italianos, especialmente los de las regiones montañosas y rurales, dependían en gran medida del apoyo y los suministros de la población local. Los nazis intentaron castigar a la población y desalentar el apoyo civil a la Resistencia adoptando una política de represalia de matar a 10 italianos por cada alemán asesinado por los partisanos. Los ejecutados solían provenir de la aldea cercana a donde tuvo lugar un ataque partisano contra los nazis y, a veces, incluían a los mismos combatientes partisanos cautivos.

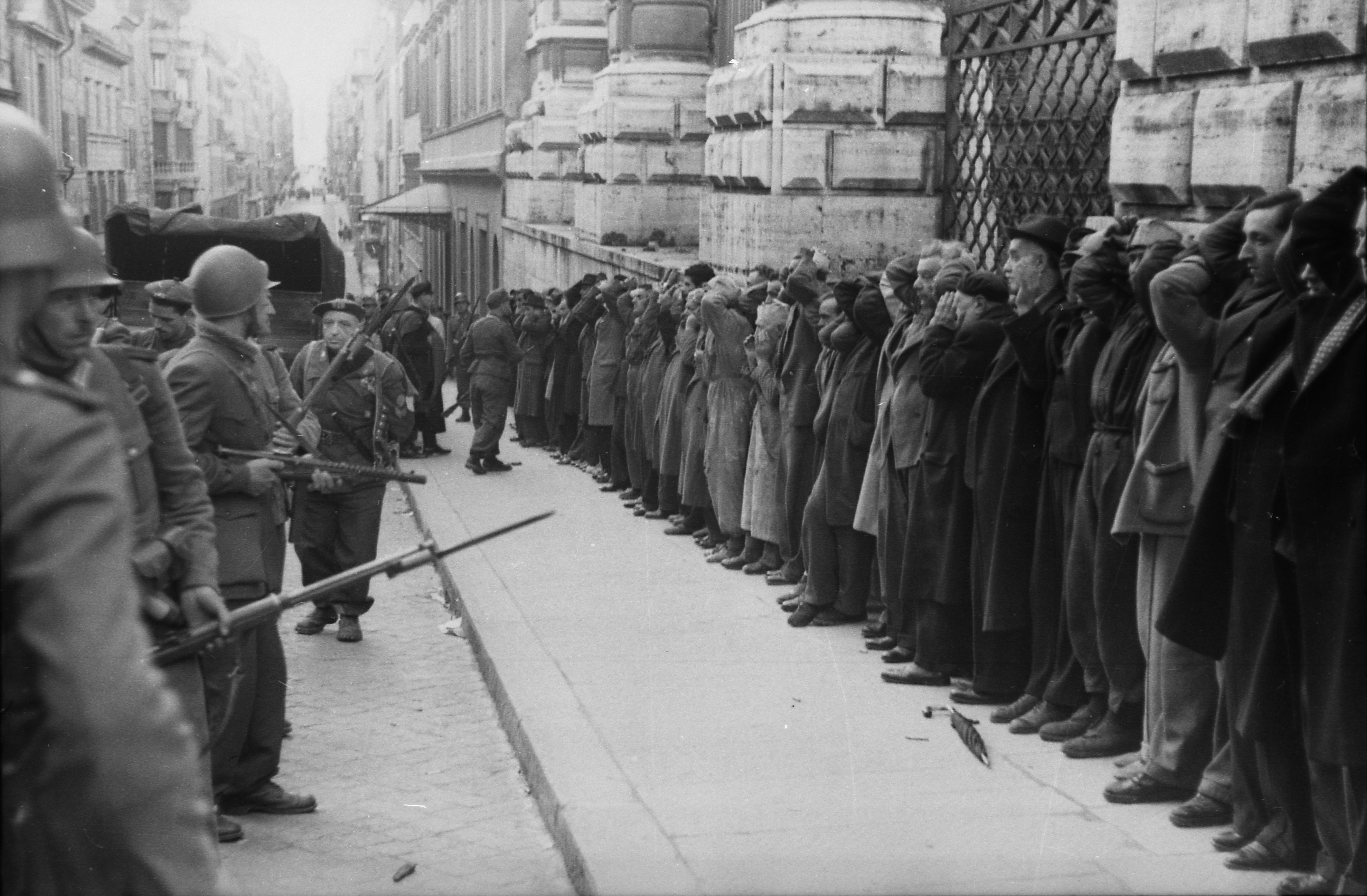
Tropas alemanas y colaboradores italianos rodean a civiles italianos después del ataque a la Via Rasella en Roma el 23 de marzo de 1944, poco antes de la masacre de las Fosas Ardeatinas.

Algunas de las atrocidades masivas más notorias incluyeron la masacre de las Fosas Ardeatinas (335 civiles judíos italianos y prisioneros políticos italianos ejecutados en una operación de represalia el día después del ataque a la Via Rasella en Roma), la masacre de Sant'Anna di Stazzema (unos 560 aldeanos italianos al azar brutalmente muertos en una operación antipartisana en las montañas centrales), la masacre de Marzabotto (unos 770 civiles italianos asesinados en circunstancias similares) y la masacre de Salussola (20 partisanos italianos asesinados después de ser torturados). En total, se estima que 15.000 civiles italianos fueron asesinados deliberadamente, entre ellos muchas mujeres y niños.

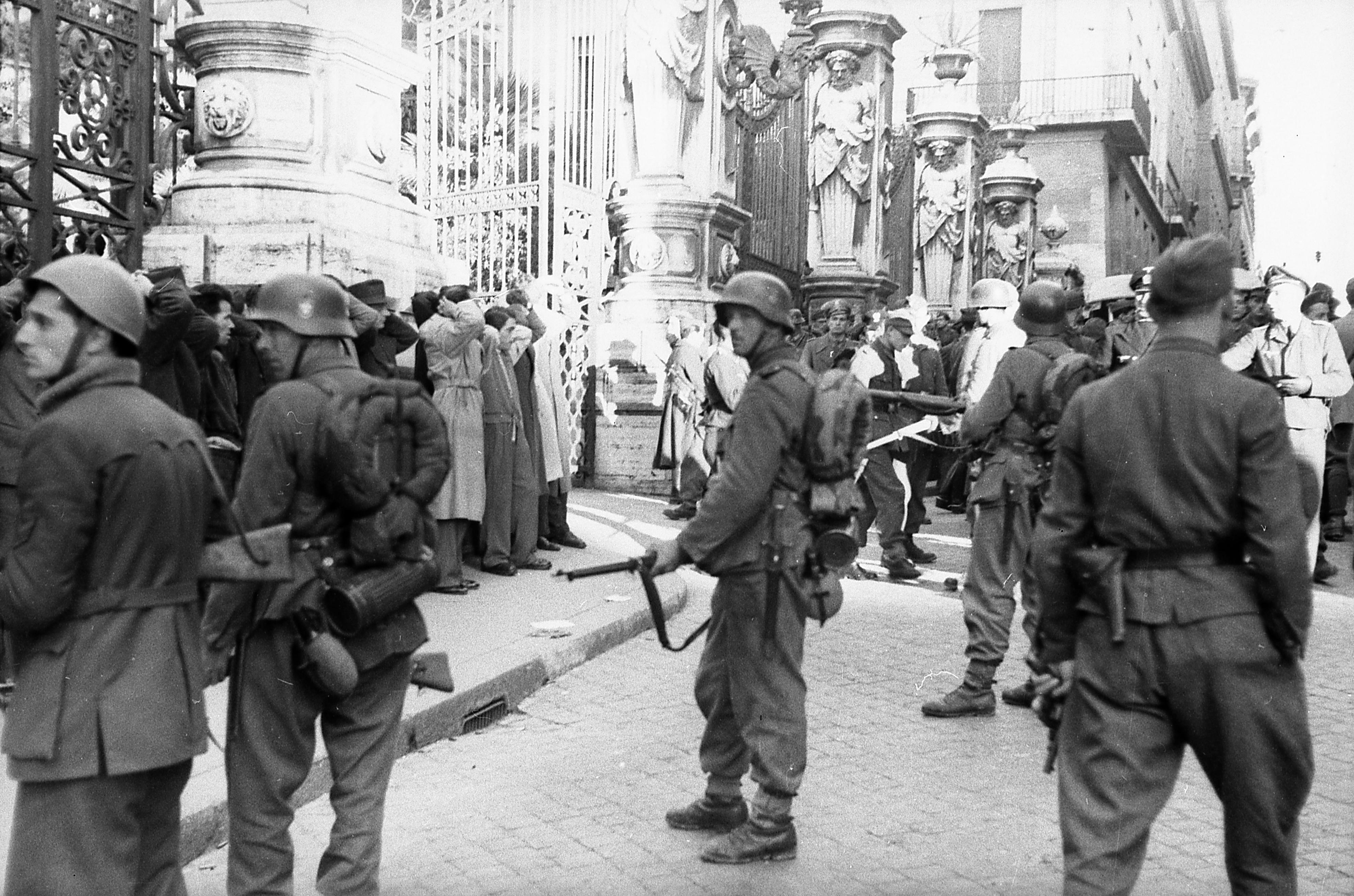
Las tropas alemanas rodean a civiles italianos frente al Palacio Barberini, Roma, en marzo de 1944, poco antes de la masacre de las Fosas Ardeatinas.

Además, tras el armisticio italiano, los alemanes reunieron e internaron a los soldados italianos, incluso a los que no participaban activamente en la Resistencia. Los soldados italianos capturados por los alemanes ascendían a entre 650.000 y 700.000 (unos 45.000 más murieron en combate, fueron ejecutados o murieron durante el transporte), de los cuales entre 40.000 y 50.000 murieron más tarde en los campos. Después del desarme por parte de los alemanes, los soldados y oficiales italianos se enfrentaron a la opción de seguir luchando como aliados del ejército alemán (ya sea en las fuerzas armadas de la República Social Italiana, el régimen títere alemán en el norte de Italia o como voluntario en las fuerzas armadas alemanas) o, de lo contrario, ser enviado a campos de concentración en Alemania. Solo el 10% acordó cooperar con el Tercer Reich, y el resto se negó a enrolarse o continuar luchando por Alemania y, en cambio, fueron internados en condiciones terribles. Los nazis designaron a los soldados italianos internados como Italienische Militär-Internierte ("militares italianos internados") para negarles el estatus de prisioneros de guerra y los derechos otorgados por la Convención de Ginebra. Las acciones de los soldados italianos que se negaron a seguir cooperando con los nazis fueron finalmente reconocidas como un acto de resistencia no violenta.

### La Yugoslavia ocupada por el Eje
Véase también: Yugoslavia durante la Segunda Guerra Mundial y Partisanos yugoslavos
Después de la invasión de Yugoslavia por las fuerzas del Eje, las fuerzas de resistencia yugoslavas consistieron en los partisanos. Los partisanos eran un movimiento dirigido por comunistas que propagaba la tolerancia panyugoslava ("hermandad y unidad") e incorporaba elementos republicanos, izquierdistas y liberales de la política yugoslava. Los partisanos se organizaron después de la invasión del Eje a la Unión Soviética y fueron inicialmente apoyados por los soviéticos. Los partisanos recibieron el reconocimiento universal aliado en lugar de los chetniks después de la conferencia de Teherán en 1943. En el momento de esta conferencia, se indicó que el grado de colaboración chetnik-Eje había aumentado enormemente.

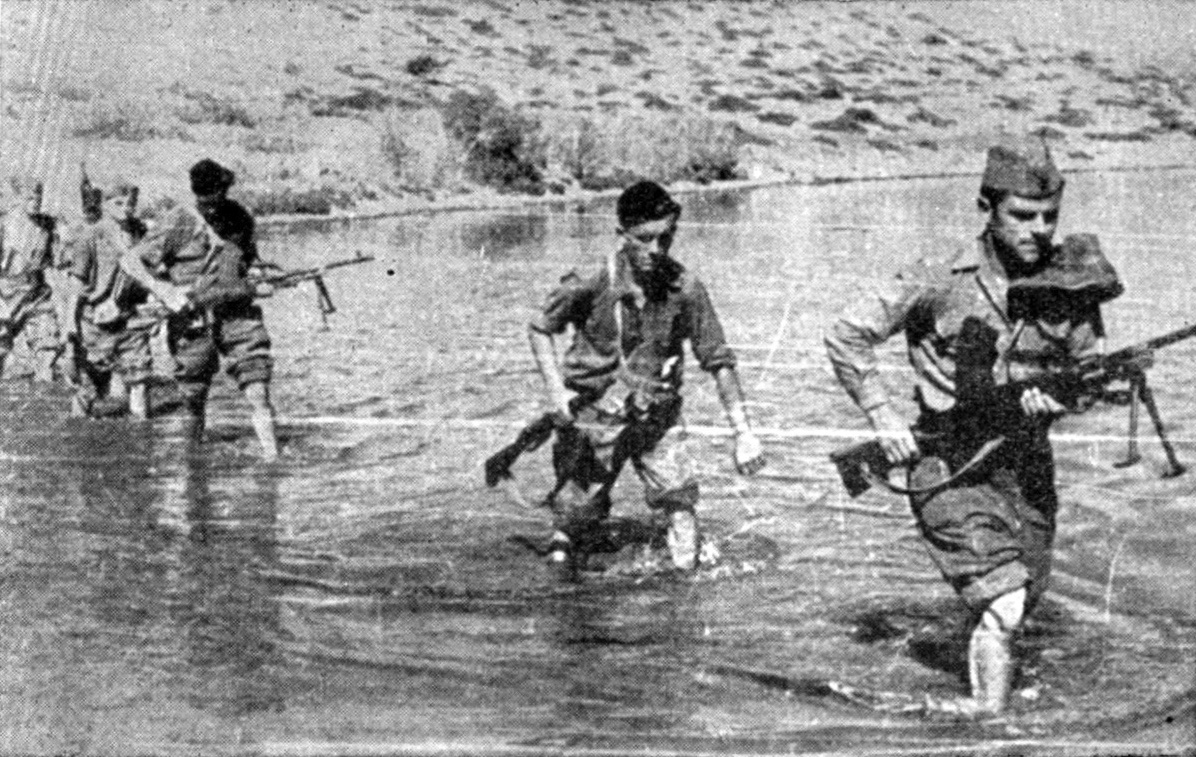
Partisanos yugoslavos.

Durante la guerra, las fuerzas del Eje organizaron una serie de operaciones contra los partisanos. La historiografía exyugoslava reconoció siete grandes ofensivas, de las cuales la cuarta y la quinta estuvieron a punto de derrotar a las fuerzas partisanas, y la séptima casi capturó su cuartel general.

### La Francia ocupada
Véase también: Resistencia Francesa
En Francia, como en el resto de la Europa occidental ocupada, los alemanes utilizaron políticas diferentes y más suaves que en el Este. Parte de esa razón fue que la escala de resistencia que enfrentaron las autoridades alemanas fue mucho menor. Una gran parte de Francia permaneció bajo el régimen de Vichy. Por lo tanto, desde el comienzo de la ocupación, gran parte de las funciones policiales fueron realizadas por fuerzas locales (francesas).
Alrededor de 1943, cuando la Resistencia Francesa creció en tamaño (debido a que el régimen de Vichy aceptó la deportación de franceses para trabajos forzados en Alemania), las operaciones antipartisanas alemanas en Francia se volvieron más serias. En respuesta, los alemanes desplegaron unidades militares contra los grupos de resistencia. Además, los alemanes lograron crear una gran y exitosa contra-red de colaboradores encubiertos, que logró infiltrarse en muchas células de la resistencia francesa. La primera gran operación militar alemana contra la Resistencia Francesa tuvo lugar a principios de 1944 en la región montañosa de los Alpes franceses y el Jura francés. Las fuerzas de la resistencia francesa se retiraron y se reorganizaron poco después de que terminara la operación alemana. Poco después, otra operación en la que la Resistencia Francesa desafió a los alemanes a una batalla en la Planicie de Glieres en Saboya terminó con una victoria alemana. A pesar de esta derrota y del consejo de Londres de evitar una confrontación frontal, tras la invasión aliada de Francia (Día D) la Resistencia Francesa desafió abiertamente a las fuerzas alemanas en varias zonas. Después de varios éxitos iniciales de la Resistencia, las contramedidas alemanas se volvieron particularmente duras. Una vez seriamente amenazadas, las fuerzas alemanas recurrieron a la brutalidad y el terror que en su mayoría no se habían escuchado anteriormente en el Frente Occidental (pero común en el este). La mayor atrocidad ocurrió en Oradour-sur-Glane, donde los alemanes masacraron a 642 habitantes locales y quemaron la aldea. Las tácticas alemanas resultaron exitosas a corto plazo, ya que la conmocionada Resistencia se retiró.
Alrededor de julio y agosto, los alemanes lanzaron sus mayores operaciones contra los partisanos franceses (Maquis du Vercors). Similar a las "operaciones de caldero" empleadas en la Unión Soviética, 10.000 tropas alemanas rodearon y destruyeron una fuerza partisana local de 4.000, también cometiendo atrocidades contra la población civil local, con el fin de aterrorizar a los lugareños y evitar que los partisanos sobrevivientes se reagruparan en los pueblos.

## Lista de operaciones
Véase también: Operaciones antipartisanas en Bielorrusia y Operaciones antipartisanas de Yugoslavia

#### 1941
- Operación Uzice (27 de septiembre - 15 de octubre de 1941)     - intentos de reprimir a los partisanos en el oeste de Serbia.
- Operación Ozren (1941 y 1942)   - dos intentos de reprimir a los partisanos cerca de Ozren, Bosnia.

#### 1942
- Segunda Operación Antipartisana (17 al 23 de enero de 1942)    - intentos de reprimir a los partisanos en el este de Bosnia.
- Operación Hornung (Marzo-abril de 1942)  - operación antipartisana en la Unión Soviética.
- Operación Bamberg (26 de marzo - 6 de abril de 1942)  - operación antipartisana en Bielorrusia: Hłusk, Bobrujsk.
- Operación Trio (31 de marzo - junio de 1942)     - también conocida como Tercera Ofensiva Antipartisana, acción contra los partisanos en la región del sur de Bosnia.
- Operación ? (9 al 12 de mayo de 1942)  - operación antipartisana en Bielorrusia: Kliczów, Bobrujsk.
- Operación Hannover (mayo-junio de 1942)  - operación antipartisana en la Unión Soviética.
- Operación ? (principios de junio de 1942)  - operación antipartisana en Bielorrusia: Słowodka, Bobrujsk.
- Operación ? (15 de junio de 1942) - operación antipartisana en Bielorrusia: Borki.
- Operación ? (21 de junio de 1942)  - operación antipartisana en Bielorrusia: Zbyszin.
- Operación ? (25 de junio de 1942)  - operación antipartisana en Bielorrusia: Timkowczi.
- Operación ? (26 de junio de 1942)  - operación antipartisana en Bielorrusia: Studenka.
- Operación Volgesang (junio-julio de 1942)  - operación antipartisana en la Unión Soviética.
- Operación Adler (15 de julio - 7 de agosto de 1942)  - Operación antipartisana centrada en la región de Chechivichi de Bielorrusia: Bobrujsk, Mohylew, Berezyna.
- Operación ? (18 de julio de 1942)  - operación antipartisana en Bielorrusia: Jelsk.
- Operación Greif (14-20 de agosto de 1942)  - operación antipartisana en Bielorrusia: Orsza, Witebsk.
- Operación Sumpffieber (22 de agosto - 21 de septiembre de 1942)  - operación antipartisana en Bielorrusia: Rutenia Blanca.
- Operación ? (22-26 de septiembre de 1942)  - operación antipartisana en Bielorrusia: Małoryta.
- Operación Blitz (23 de septiembre - 3 de octubre de 1942)  - operación antipartisana en Bielorrusia: Polotsk, Witebsk.
- Operación Alfa (5 al 10 de octubre de 1942)    - una operación militar italo-chetnik llevada a cabo en la región de Prozor.
- Operación Karlsbad (11 al 23 de octubre de 1942)  - operación antipartisana en Bielorrusia: Orsza, Witebsk.
- Operación Nürnberg (23-29 de noviembre de 1942)  - operación antipartisana en Bielorrusia: Dubrowka.
- Operación Hamburg (10 al 21 de diciembre de 1942)  - operación antipartisana en Bielorrusia: Niemen-Szczara.
- Operación Altona (December 22–29, 1942)  - operación antipartisana en Bielorrusia: Słonim.
- Operación Risnjak (1942)  - Acción italiana contra partisanos en la costa de Croacia y Montenegro.

#### 1943
- Operación Franz (6 al 14 de enero de 1943)  - operación antipartisana en Bielorrusia: Grodsjanka
- Operación Peter (10 al 11 de enero de 1943)  - operación antipartisana en Bielorrusia: Kliczów, Kolbcza
- Operación ? (18 al 23 de enero de 1943)  - operación antipartisana en Bielorrusia: Słuck, Mińsk, Czerwień
- Operación Erntefest I (hasta el 28 de enero de 1943)  - operación antipartisana en Bielorrusia: Czerwień, Osipowicze
- Operación Schneehase (28 de enero - 15 de febrero de 1943)  - operación antipartisana en Bielorrusia: Polotsk, Rossony, Krasnopole

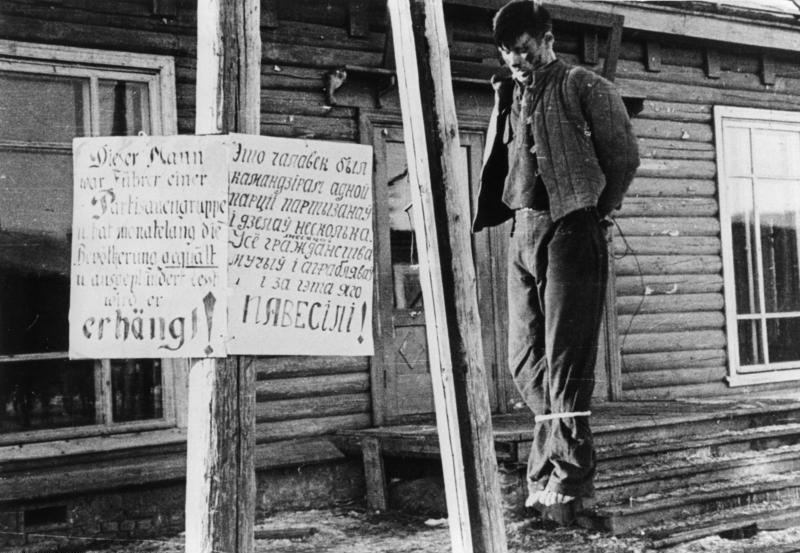
Un luchador de la resistencia ahorcado, Minsk, 1942/1943.

- Un luchador de la resistencia ahorcado, Minsk, 1942/1943.Operación Fall Weiss (enero-abril de 1943)     - también conocida como la Cuarta Ofensiva Antipartisana; operaciones en Yugoslavia
- Operación Waldwinter (hasta el 1 de febrero de 1943)  - operación antipartisana en Bielorrusia: Sirotino-Trudy
- Operación Hornung (8 al 26 de febrero de 1943)  - operación antipartisana en Bielorrusia: Lenin, Hancewicze
- Operación Erntefest II (hasta el 9 de febrero de 1943)  - operación antipartisana en Bielorrusia: Słuck, Kopyl
- Operación Winterzauber (15 de febrero - finales de marzo de 1943)  - operación antipartisana en Bielorrusia: Oświeja, frontera con Letonia
- Operación Kugelblitz (22 de febrero - 8 de marzo de 1943)  - operación antipartisana en Bielorrusia: Polotsk, Oświeja, Dryssa, Rossony
- Operación Nixe (hasta el 19 de marzo de 1943)  - operación antipartisana en Bielorrusia: Ptycz-Mikaszewicze, Pińsk
- Operación Föhn (hasta el 21 de marzo de 1943)  - operación antipartisana en Bielorrusia: Pińsk
- Operación Donnerkeil (21 de marzo - 2 de abril de 1943)  - operación antipartisana en Bielorrusia: Polotsk, Witebsk
- Operación Frühjahrsbestellung (18 de abril - 22 de abril de 1943)  - Operación antipartisana en el noroeste de Rusia: Kudever', Novorzhev
- Operación Draufgnger II (1 al 9 de mayo de 1943)  - operación antipartisana en Bielorrusia: Rudnja y bosque de Manyly
- Operación Schwarz (15 de mayo - 16 de junio de 1943)     - Quinta Ofensiva Antipartisana, acción contra los partisanos en Yugoslavia
- Operación Maigewitter (17-21 de mayo de 1943)  - operación antipartisana en Bielorrusia: Witebsk, Suraż, Haradok
- Operación Cottbus (20 de mayo - 23 de junio de 1943)  - operación antipartisana en Bielorrusia: Lepel, Begomel, Uszacz
- Operación Weichsel (27 de mayo - 10 de junio de 1943)  - operación antipartisana en Bielorrusia: Dniepr-Prypeć
- Operación Zigeunerbaron (mayo-junio de 1943)  operaciones antipartisanas en la Unión Soviética en los preparativos para la Zitadelle ("Ciudadela")
- Operación Ziethen (13-16 de junio de 1943)  - operación antipartisana en Bielorrusia: Rzeczyca
- Operación Seydlitz (25 de junio - 27 de julio de 1943)  - operación antipartisana en Bielorrusia: Owrucz-Mozyrz
- Operación Günther (hasta el 14 de julio de 1943)  - operación antipartisana en Bielorrusia: Wołoszyn, Łohojsk
- Operación Hermann (13 de julio - 11 de agosto de 1943)  - operación antipartisana en Bielorrusia: Iwie, Nowogródek, Wołoszyn, Stołpce
- Operación ? (30 de julio de 1943)  - operación antipartisana en Bielorrusia: Mozyrz
- Operación Fritz (24 de septiembre - 10 de octubre de 1943)  - operación antipartisana en Bielorrusia: Głębokie
- Operación ? (9 al 22 de octubre de 1943)  - operación antipartisana en Bielorrusia: Stary Bychów
- Operación Heinrich (1 al 18 de noviembre de 1943)  - operación antipartisana en Bielorrusia: Rossony, Polotsk, Idrica
- Operación Delphin (15 de noviembre - 1 de diciembre de 1943)  - Acción en las islas de Dalmacia central
- Operación Adler (noviembre de 1943)   - Operaciones antipartisanas en la costa norte de Dalmacia, entre Karlobag y Zadar (Yugoslavia).
- Operación Otto (12 de diciembre de 1943-1 de enero de 1944)  - operación antipartisana en Bielorrusia: Oświeja
- Operación ? (diciembre de 1943)  - operación antipartisana en Bielorrusia: Spasskoje
- Operación ? (diciembre de 1943)  - operación antipartisana en Bielorrusia: Biały
- Operación Kugelblitz (finales de 1943 y principios de 1944)  - parte de la Sexta Ofensiva Antipartisana cerca de Vitebsk
- Operación Schneestorm (diciembre de 1943)  - parte de la Sexta Ofensiva Antipartisana cerca de Jajce

#### 1944

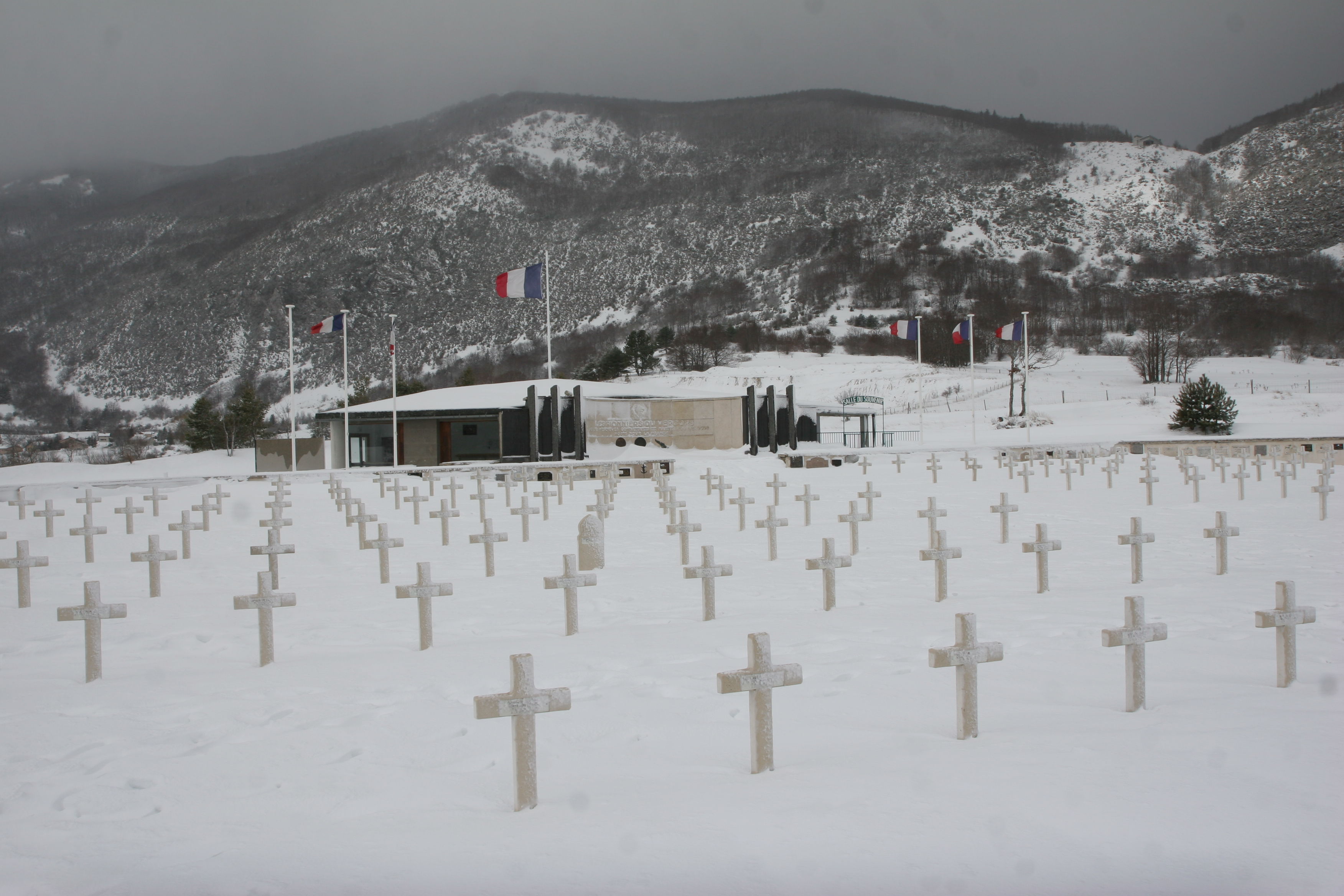
Cementerio y monumento en Vassieux-en-Vercors, donde las fuerzas alemanas, compuestas por rusos y ucranianos, mataron a partisanos y civiles.

- Cementerio y monumento en Vassieux-en-Vercors, donde las fuerzas alemanas, compuestas por rusos y ucranianos, mataron a partisanos y civiles.Operación ? (14 de enero de 1944)  - operación antipartisana en Bielorrusia: Oła.
- Operación ? (22 de enero de 1944)  - operación antipartisana en Bielorrusia: Baiki.
- Operación Fruhling y Operación Vercors (enero de 1944 - julio de 1944)  - acción para suprimir la actividad de la Resistencia Francesa en el macizo de Vercors, en Francia, seguida de la principal acción alemana para retomar el macizo.
- Operación Wolfsjagd (3 al 15 de febrero de 1944)  - operación antipartisana en Bielorrusia: Hłusk, Bobrujsk.
- Operación Sumpfhahn (hasta el 19 de febrero de 1944)  - operación antipartisana en Bielorrusia: Hłusk, Bobrujsk.
- Operación ? (principios de marzo de 1944)  - operación antipartisana en Bielorrusia: Berezyna, Bielnicz.
- Operación Auerhahn (7 a 17 de abril de 1944)  - operación antipartisana en Bielorrusia: Bobrujsk.
- Operación Frühlingsfest (17 de abril - 12 de mayo de 1944)  - operación antipartisana en Bielorrusia: Polotsk, Uszacz.

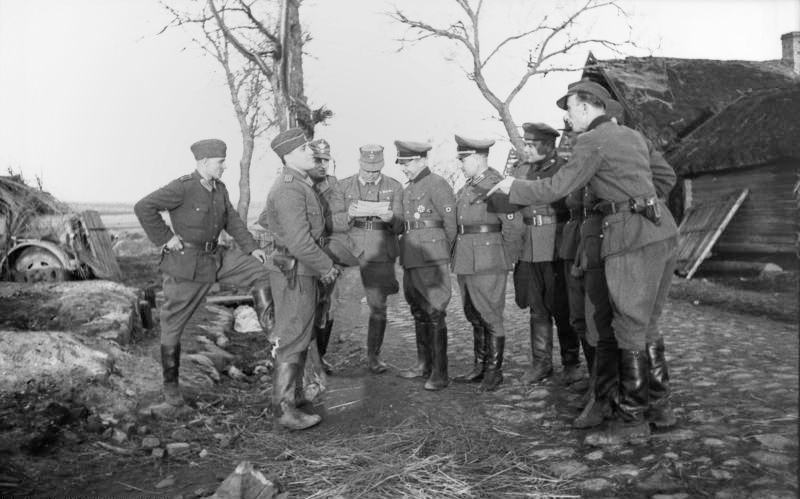
Bronislav Kaminski y la 29.ª División de Granaderos Waffen-SS RONA (1.ª rusa), primavera de 1944.

- Bronislav Kaminski y la 29.ª División de Granaderos Waffen-SS RONA (1.ª rusa), primavera de 1944.Operación Kormoran (25 de mayo - 17 de junio de 1944)  - operación antipartisana en Bielorrusia: Wilejka, Borysów, Mińsk.
- Operación Rösselsprung (25 de mayo - 3 de julio de 1944)  - Séptima ofensiva antipartisana; Acción contra el cuartel general de los partisanos yugoslavos.
- Operación Pfingsrose (2 al 13 de junio de 1944)  - operación antipartisana en Bielorrusia: Talka.
- Operación Pfingstausflug (junio de 1944)  - operación antipartisana en Bielorrusia: Sienno.
- Operación Windwirbel (junio de 1944)  - operación antipartisana en Bielorrusia: Chidra.
- Operación Sturmwind I y Sturmwind II (junio de 1944)  - mayor acción antipartisana en Polonia (ver batalla de Osuchy).[4]
- Operación Feuerzange (1944)  - Acción contra las islas de Dalmacia en el Adriático.